# Aristolochia arborea
Aristolochia arborea Linden – gatunek rośliny z rodziny kokornakowatych (Aristolochiaceae Juss.). Występuje naturalnie w Gwatemali oraz południowej części Meksyku.

## Morfologia
PokrójKrzew o trwałych pędach.
LiścieMają jajowaty lub eliptyczny kształt. Mają 9–25 cm długości oraz 4–10 cm szerokości. Nasada liścia zbiega po ogonku lub ma ucięty kształt. Są całobrzegie, ze spiczastym wierzchołkiem. Ogonek liściowy jest owłosiony i ma 1 cm długości.
KwiatyZebrane w groniaste kwiatostany. Mają czerwonopurpurową barwę i 9 cm długości. Ma kwiaty pułapkowe, które swoim wyglądem przypominają grzyby. Nawet pod mikroskopem kwiaty tego gatunku doskonale naśladują jedne z grzybów. Cecha ta ułatwia jej zapylanie przez komary, które zazwyczaj na grzybach składają swoje jaja. Gdy owad usiądzie na powierzchni kwiatu, przesuwa się na śliskiej powierzchni. W ten sposób zostaje złapany w pułapkę i zapyla kwiaty. Oprócz zapylania Aristolochoia arborea w ten sposób uzyskuje również nawożenie. Natomiast ze strony zapylaczy – gatunek ten nie daje nic w zamian – ani pokarmu, ani miejsca, aby złożyć jaja.

## Biologia i ekologia
Rośnie w lasach wilgotnych. Wymaga wilgotnego podłoża.